# Xabier de Irala
Xabier de Irala Estévez (Nueva York, 1947) es un ingeniero industrial, presidente de BBK entre 2003 y 2009. Apoyó el fallido proyecto de una Caja de Ahorros de Euskadi en 2008. Ha trabajado en el Reino Unido, Portugal y España. Actualmente forma parte del Consejo de Iberdrola en representación de BBK, y es consejero independiente en Alestis Aerospace, a propuesta del Grupo alcor

## Biografía
Nació en 1947 en Nueva York, estando su padre, Antón de Irala, el que fue secretario del primer lendakari del Gobierno vasco, en el exilio. Estudió el bachillerato en Francia y posteriormente cursó estudios en la Universidad de La Salle de Manila, en Filipinas. En su juventud jugó al rugby de forma no profesional. Habla inglés, francés, castellano y vasco.
Su primer trabajo fue de traductor en General Electric, llegando más tarde a ser vicepresidente de General Electric France, con lo que consolidó su unión con el País Vasco francés. Continuó trabajando en las filiales portuguesa y británica de GE hasta 1990, año en que se asentó en la localidad de Ainhoa, en el País Vasco francés. Lo nombraron vicepresidente ejecutivo de ABB-España. 
En 1996, José María Aznar lo nombró presidente de Iberia, bajo dependencia del Ministerio de Fomento. Desde esta compañía lideró el proceso de privatización. Tras culminar ésta en 2001, los nuevos accionistas privados lo confirmaron como presidente de la compañía. 
A partir de 2003, fue presidente de la Bilbao Bizkaia Kutxa (BBK).
En 2007, falleció su esposa, madre de sus tres hijos y 8 nietos, y  él sufrió un derrame cerebral. En 2009, anunció su retirada de la empresa bancaria, aduciendo problemas de salud.